# حیدرآباد (هرسین)
حیدرآباد، روستایی از توابع بخش بیستون شهرستان هرسین در استان کرمانشاه کشور ایران است.

## جمعیت
این روستا در دهستان چمجمال قرار دارد و براساس سرشماری مرکز آمار ایران در سال ۱۳۸۵، جمعیت آن ۲۵۹ نفر (۵۹ خانوار) بوده‌است.